# 小澳大利亞
小澳大利亞（英語：Little Australia）是海外澳大利亞人聚居或售賣澳大利亞特產的商店或澳大利亞餐廳林立的社區的俗稱。

## 紐約曼克頓
自2010年起，全球最大的小澳大利亞在美國紐約曼克頓諾麗塔開始建立。據2011年估計，居住在紐約的澳大利亞人口達2萬人，比2005年的5,537人高出接近4倍。

## 倫敦伯爵宮
伯爵宮暱稱為袋鼠谷（Kangaroo Valley或Roo Valley），縱使很多澳大利亞人已經遷移至比較偏遠的社區。

## 加拿大威士拿
在2010年，威士拿黑梳山滑雪場的工作人口中34%為澳大利亞人。澳大利亞小吃，例如肉派、Tim Tam、維吉麥（Vegemite）都可以在威士拿的超級市場買到，而當地亦有慶祝澳大利亞國慶。